# Orzinuovi
Orzinuovi är en ort och kommun i provinsen Brescia i regionen Lombardiet i Italien. Kommunen hade 12 520 invånare (2018).